# All Girls Are the Same
«All Girls Are the Same» (с англ. — «Все девушки одинаковы») — песня американского рэпера Juice WRLD. Она была официально выпущена в качестве ведущего сингла с его дебютного студийного альбома Goodbye & Good Riddance 13 апреля 2018 года, после премьеры клипа в феврале. Спродюсированная Ником Мира, песня дебютировала под номером 92 в Billboard Hot 100 и достигла 41-й позиции.

## Композиция
Трек концентрируется на том, как женщины в прошлых отношениях Juice WRLD разбили его сердце своей ложью, и что он пьёт крепкие напитки, чтобы справиться со своей печалью.

## Музыкальное видео
Официальное музыкальное видео было срежиссировано Коулом Беннеттом и было выпущено 26 февраля 2018 года.

## Ремикс
Официальный ремикс песни записан при участии американского рэпера Lil Yachty, который впервые анонсировал сотрудничество в Instagram в конце марта 2018 года. Ещё один фрагмент Juice WRLD опубликовал в Instagram 6 мая. 25 июня 2018 года, когда Lil Yachty загрузил песню на SoundCloud, она была немедленно удалена из-за проблем с авторскими правами. Тем не менее, поклонникам удалось загрузить песню до её удаления, и с тех пор она была доступна на YouTube.

## Чарты
| Чарт (2018–2023)                      | Высшая позиция |
| ------------------------------------- | -------------- |
| Австралия(ARIA)                       | 98             |
| Мир (Billboard Global 200)            | 173            |
| Канада (Billboard Canadian Hot 100)   | 54             |
| Греция (IFPI)                         | 69             |
| Польша (Polish Streaming Top 100)     | 100            |
| Португалия (AFP)                      | 39             |
| Швеция Heatseeker (Sverigetopplistan) | 3              |
| Великобритания (OCC UK Singles)       | 53             |
| Великобритания (OCC UK Hip Hop/R&B)   | 28             |
| США (Billboard Hot 100)               | 41             |
| США (Billboard Hot R&B/Hip-Hop Songs) | 20             |
| США Rolling Stone Top 100             | 35             |

| Чарт (2018)                           | Позиция |
| ------------------------------------- | ------- |
| США Hot R&B/Hip-Hop Songs (Billboard) | 55      |

## Сертификации
| Регион | Сертификация  | Продажи   |
| --- | ------------- | --------- |
| Австралия (ARIA) | 2× Платиновый | 140 000   |
| Австрия (IFPI Austria) | Платиновый    | 30 000    |
| Канада (Music Canada) | 8× Платиновый | 640 000   |
| Дания (IFPI Danmark) | Платиновый    | 90 000    |
| Германия (BVMI) | Золотой       | 200 000   |
| Италия (FIMI) | Золотой       | 50 000    |
| Польша (ZPAV) | Платиновый    | 50 000    |
| Португалия (AFP) | Платиновый    | 10 000    |
| Великобритания (BPI) | Платиновый    | 600 000   |
| США (RIAA) | 8× Платиновый | 8 000 000 |
| Стриминг |               |           |
| Греция (IFPI Greece) | Золотой       | 1 000 000 |
| Данные о продажах + прослушиваниях приведены только на основе сертификации. · Данные только о прослушиваниях приведены на основе сертификации. |               |           |